# Constitution malienne de 2023
Pour les articles homonymes, voir Constitution du Mali.
Constitution malienne de 1992
La Constitution malienne de 2023 est la loi fondamentale du Mali en vigueur depuis le 22 juillet 2023, après son adoption par référendum un mois plus tôt.

## Contenu
Le texte de cette constitution transforme le régime semi-présidentiel en régime présidentiel dans lequel les pouvoirs du président de la République sont accrus significativement, en plus d'un pouvoir de dissolution parlementaire que les chefs d'État ne possèdent généralement pas dans un régime présidentiel,. Chargé de la conduite de la politique de la nation, il nomme et renvoie un Premier ministre et un gouvernement responsables uniquement devant lui, sans tenir compte du Parlement dont il peut décider seul de la dissolution,,.  Bien qu'instituant lui aussi un régime présidentiel, l'avant-projet n'octroyait pas au président de la République le droit de dissolution de l'Assemblée nationale.
Le président peut avoir recours sur sa seule décision à des plébiscites présidentiels portant sur des questions d'intérêt national ou sur l’organisation des pouvoirs publics, après avis consultatif de la Cour constitutionnelle. En tant que « Garant de l'indépendance du pouvoir judiciaire », il préside le Conseil suprême de la magistrature. Il peut soumettre des projets de loi au parlement. À travers le gouvernement qui a pour seul rôle de mettre en œuvre sa politique, il peut également contraindre le parlement à voter le texte d'une loi sur la base des seuls amendements proposés ou acceptés par le gouvernement, voire à l'autoriser à gouverner temporairement par décrets. En retour, le parlement peut le destituer, mais uniquement sur la base d'une « haute trahison », via un processus long et complexe. Une motion de destitution doit être proposée par les trois quarts des membres d'une chambre, être examinée et adoptée par une commission d'enquête, puis votée à la majorité absolue à quinze jours d'intervalle par chacune des deux chambres. La destitution en elle-même n'intervient alors que si le parlement réuni en congrès la vote à la majorité qualifiée des trois quarts de ses membres,.
Le président de la République est élu au suffrage universel direct pour un mandat de cinq ans, renouvelable une seule fois. Les candidats à la présidence doivent être de nationalité malienne de naissance, être âgés d'au moins 35 ans, et au maximum de 75 ans. En cas de double nationalité, le candidat doit y renoncer pour pouvoir présenter sa candidature. Si le coup d'État est défini comme un « crime imprescriptible contre le peuple malien » par l'article 187, le suivant amnistie explicitement les auteurs des coups d'État antérieur à la nouvelle constitution, ceux-ci ne pouvant « en aucun cas, faire l’objet de poursuite, d’instruction ou de jugement. »,. La limitation à deux mandats est en revanche l’objet d'une « clause d'éternité », l'article 185 dispose en effet que « La forme républicaine de l’État, la laïcité, le nombre de mandats du président de la République et le multipartisme ne
peuvent faire l’objet de révision »,.
Le président nomme la plupart des dirigeants des institutions publiques, dont le président de la Cour constitutionnelle, dont les neuf membres sont de sept ans non renouvelables à raison de deux par le président de la République, un chacun par les présidents de l’Assemblée nationale et du Sénat, deux par le Conseil supérieur de la magistrature, deux en tant qu'enseignants-chercheurs de droit public désignés par un collège constitué par les recteurs des universités publiques de droit, et un par l’Ordre des avocats. Cette restriction du mandat de la Cour et le caractère plus varié de la nomination de ses membres est jugée positive, les décisions controversées de la Cour dans le cadre des élections législatives de 2020 ayant contribué au déclenchement du coup d'État organisé quatre mois plus tard.
Le projet conserve de sa mouture initiale les décisions prises lors de l'accord d'Alger. La régionalisation en dix régions dont deux nouvellement créées au nord est ainsi entérinée, de même que le passage au bicaméralisme avec la création d'un Sénat chargé de donner une meilleure représentativité au nord du pays, faiblement peuplé mais très étendu. Ce dernier se compose pour trois quarts de sénateurs élus pour cinq ans au scrutin indirect par les élus des collectivités territoriales, le quart restant étant nommé par le président afin de représenter les autorités et les légitimités traditionnelles et la diaspora, ainsi que des personnalités ayant honoré le service de la Nation,. La chambre haute, qui portait le nom de Haut Conseil de la nation, est dénommée Sénat dans le texte final.
Le texte légalise également les tribunaux traditionnels et religieux tout en conservant la désignation du pays comme un « État laïc ».
Il fait des langues nationales du pays les langues officielles, mais sans les nommer explicitement, tandis que le français devient une « langue de travail ». Le gouvernement peut par ailleurs adopter d'autres langues de travail,. Le Mali comporte alors un total de treize langues nationales reconnues par le décret n° 159 du 19 juillet 1982, une situation jugée propice à la « confusion » et à « l'affaiblissement de la cohésion sociale » dans la population
L'article 184 rend obligatoire pour toute future révision constitutionnelle un vote de l'amendement par les deux tiers du total des membres de chacune des deux chambres du parlement, suivi d'une approbation par référendum,.